# Maria Dolores Inglese

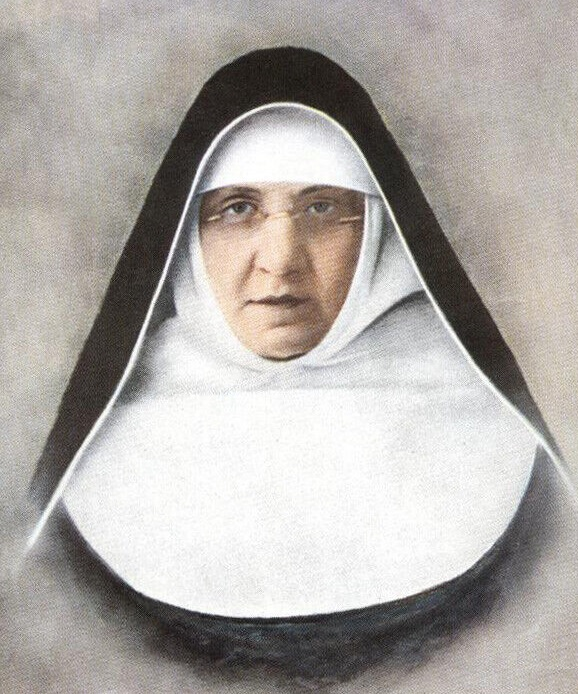
Maria Dolores Inglese

Maria Dolores Inglese (* 16. Dezember 1866 in Rovigo; † 29. Dezember 1928 ebenda) war eine italienische römisch-katholische Ordensfrau in der Kongregation der Suore Serve di Maria Riparatrici.

## Leben

### Kindheit und frühe Jahre
Libera Italia Maria Inglese wurde am 16. Dezember 1866 in Rovigo als Tochter von Giuseppe Inglese und Teresa Angelisca geboren. Von klein auf wurde sie nur Maria gerufen.
Im Alter von drei Jahren zog sie mit ihrer Familie wegen der Arbeit ihres Vaters nach Padua. Nach dem Tod ihres Vaters und kurz vor dem Tod ihrer einzigen Schwester Clementina kehrte sie mit 16 Jahren gemeinsam mit ihrer Mutter nach Rovigo zurück. Dort arbeitete sie als Näherin, um den Lebensunterhalt zu verdienen.
Im Alter von siebzehn Jahren erschien ihr in einem Traum die Jungfrau Maria, die ihr die Welt in Trümmern zeigte und sie zu Gebet und Buße aufforderte. Durch diese apokalyptische Vision wurde sie zu einer noch eifrigeren Verehrerin der Gottesmutter.
Mit achtzehn Jahren überstand Maria eine schwere Kehlkopferkrankung.

### Spirituelles Leben
Dem christlichen Leben verpflichtet und der Muttergottes treu ergeben, trat sie 1889 der Vereinigung der Töchter Mariens an der Kathedrale von Rovigo bei und wurde deren Präsidentin.
Sie nahm auch an den Aktivitäten des Dritten Ordens der Dienerinnen Mariens teil, dem sie am 1. November 1892 beitrat. Maria übernahm die Aufgaben als Sekretärin der frommen Sodalität wurde im Jahr 1903 deren Priorin. Die Mitglieder der Gemeinschaft legten ihre wenigen finanziellen Mittel zusammen, um ein Bild der Schmerzensmutter für die Kirche San Michele Arcangelo in Rovigo zu kaufen.
Drei Jahre nach Marias Eintritt in den Dritten Orden, am 1. Mai 1895, ereignete sich in der Kirche San Michele Arcangelo ein außergewöhnliches Ereignis: Das Bildnis der Schmerzhaften Muttergottes bewegte ihre Augen und Lippen. Dieses Ereignis, das auch Maria miterleben durfte, hat ihr Leben tief beeinflusst.
In den Jahren 1889 bis 1910 verspürte Maria das Bedürfnis, aktiv an den Leiden der Jungfrau Maria teilzunehmen und die ihr zugefügten Kränkungen auf jede Weise wiedergutzumachen. Die Wiedergutmachung am schmerzhaften Herzen der Jungfrau machte sie zu einer treuen Apostelin des frommen Wiedergutmachungswerkes (heute die Vereinigung Unserer Lieben Frau von den Schmerzen), beginnend mit der Veröffentlichung der Schrift „Wie gut ist Maria!“.
In der Publikation, die viele Auflagen erlebte, ist ihre Lehre über die marianische Wiedergutmachung zusammengefasst: wöchentliche Wiedergutmachungskommunion, Beten des dritten Teils des Rosenkranzes und eine halbe Stunde marianisches Gebet am Samstag. Die Wiedergutmachungskommunion wurde 1904 auch von Papst Pius X. eingeführt.

### Eintritt bei den Servitinnen von Adria
Maria hatte den Wunsch, in Rovigo ein Institut zu gründen, das der marianischen Wiedergutmachung gewidmet ist. Bischof Pio Tommaso Boggiani, der ihre Absichten kannte, schlug ihr vor, sich an die Servitinnen von Adria zu wenden, deren Spiritualität ihr ähnlich zu sein schien. Maria hörte auf den Rat des Bischofs: Nach dem Tod ihrer Mutter im Jahr 1911 beschloss sie, sich dieser Kongregation anzuschließen.
Sie wollte dafür sorgen, dass in der Kongregation die Verehrung der Schmerzhaften Muttergottes im Vordergrund der Andacht der Schwestern steht. Madre Maria Elisa Andreoli, die Gründerin, nahm den Vorschlag nicht nur an, sondern begrüßte ihn mit Begeisterung und legte fest, dass die Anwärterinnen im Noviziat täglich die Marienverehrung praktizieren sollten.
Am 29. Dezember 1911 trat Maria Inglese als Postulantin in die Gemeinschaft der Servitinnen ein. Am 24. Mai 1912 wurde sie mir der Ordenstracht eingekleidet und erhielt den Ordensnamen 'Maria Dolores von der Wiedergutmachung'; am 26. Mai 1913 legte sie ihre erste feierliche Profess ab.

### Priorin und Generalvikarin des Instituts
1913 wurde Schwester Maria Dolores zur Priorin des Hauses in Rovigo ernannt und mit der besonderen Aufgabe betraut, das Werk der Wiedergutmachung zu leiten. Aus diesem Engagement entstand 1916 die Zeitschrift „La paginetta della Riparazione“ (heute „Marianische Wiedergutmachung“).
Während des ersten Generalkapitels des Instituts im Jahr 1920 wurde Schwester Maria Dolores von der Wiedergutmachung zur Generalvikarin des Instituts gewählt.
Für sie ist das Ideal der marianischen Wiedergutmachung das Ziel ihres Lebens. In ihren Ämtern in der Kongregation hat sie sich stets dafür eingesetzt, dass die marianische Wiedergutmachung ein grundlegender Aspekt im Leben jeder Schwester ist.
Schwester Maria Dolores pflegte unter anderem einen engen Briefwechsel mit den Mitschwestern in der brasilianischen Mission.

### Tod
Am 29. Dezember 1928 starb Schwester Maria Dolores im Ruf der Heiligkeit. Die Nachricht vom Tod der „Heiligen der Via Bagni“ verbreitete sich sofort in ganz Rovigo.

## Seligsprechungsprozess
Am 12. April 1956 wurde in Rovigo die diözesane Untersuchung zur Seligsprechung eröffnet. Sieben Tage später, am 19. April 1956, wurden ihre sterblichen Überreste in die Wallfahrtskirche der Seligen Jungfrau der Schmerzen in Rovigo überführt.
Das ordentliche diözesane Informationsverfahren wurde am 2. Februar 1965 abgeschlossen und 1987 erkannte die Kongregation für die Selig- und Heiligsprechungsverfahren die Gültigkeit.
Nach dem positiven Votum der Kardinäle und Bischöfe genehmigte Papst Benedikt XVI. am 2. April 2011 das Dekret über den heroischen Tugendgrad, mit dem Schwester Maria Dolores zur Ehrwürdigen Dienerin Gottes erklärt wurde.